# همان دختر (ترانه جنیفر لوپز)
«همان دختر» (به انگلیسی: Same Girl) تک‌آهنگی از هنرمند اهل ایالات متحده آمریکا جنیفر لوپز است که در ۴ فوریه ۲۰۱۴ منتشر شد.